# 李承仙
李承仙（1924年10月27日—2003年8月28日），中国画家，敦煌艺术研究者。

## 生平
李承仙出生于上海霞飞路宝康里，祖籍江西省临川。1940年考入广西桂林省立艺术师资训练班，学习美术。1947年起在敦煌担任研究员工作。文化大革命期间被迫害，开除中共黨員党籍，后1976年平反。1982年入国家文物局工作。1993年退休。1997年获日本富士美术馆最高荣誉奖。李承仙是常书鸿的第二任夫人。一生主要致力于敦煌艺术的研究和保护等工作。